# Thorvaldson Lake
Thorvaldson Lake är en sjö i Kanada.   Den ligger i provinsen Saskatchewan, i den centrala delen av landet, 2 300 km nordväst om huvudstaden Ottawa. Thorvaldson Lake ligger 422 meter över havet. Arean är 0,56 kvadratkilometer. Den ligger vid sjön McLennan Lake. Den sträcker sig 1,4 kilometer i nord-sydlig riktning, och 1,2 kilometer i öst-västlig riktning.
I omgivningarna runt Thorvaldson Lake växer i huvudsak barrskog. Trakten runt Thorvaldson Lake är nära nog obefolkad, med mindre än två invånare per kvadratkilometer.